# 四ツ葉あおい
四ツ葉 あおい（よつば あおい、1983年12月1日 - ）は、日本の元ストリッパー・元AV女優。静岡県出身。

## 略歴
2007年5月11日に東洋ショー劇場でストリップデビュー。同年中にAVにもデビュー。
現在は、ストリップ・AVともに引退している。

## 出演作品
- 衝撃映像! 浣腸まんぐり大噴水（2007年9月20日、ナチュラルハイ）共演:星沢マリ、北原麗子、朝霧かすみ、真崎寧々、永澤あやの、蓮条みなみ、伊吹りこ
- ザ・面接 VOL.98 太いか?カタイか? 上品な顔して下品やな （2007年9月26日、アテナ映像）共演:三咲エリナ、相馬れおな、井川綾香、沢口みさ、菊地奈乃花、花泉結花、山根志摩、佐倉あつこ
- お嬢さまはバックがお好き（2007年12月21日、クリスタル映像）他出演:堀口奈津美、春野さくら、真中かおり、あとみるみ、相楽あゆみ[3]
- 女教師体罰 2（2008年3月1日、中嶋興業）[3]
- 浣腸大相撲（2008年7月1日、V(ヴィ)）共演:北沢ゆかり、美瀬純、沢井真帆、みなみ渚、桜井華菜[3]
- 女教師体罰スペシャル 陵辱教室（2010年1月1日、中嶋興業）[3]他出演:菜月綾、神谷ゆうな、星川麻美

## 書籍
- お尻倶楽部のVOL89[4]